# Celoporthe
Celoporthe — рід грибів родини Cryphonectriaceae. Назва вперше опублікована 2006 року.

## Класифікація
До роду Celoporthe відносять 7 видів:
- Celoporthe dispersa
- Celoporthe eucalypti
- Celoporthe fontana
- Celoporthe guangdongensis
- Celoporthe indonesiensis
- Celoporthe syzygii
- Celoporthe woodiana